# Safiya Wazir
Safiya Wazir (en darí: صفية وزیر; nacida en 1991) es una activista y política afganoestadounidense, miembro demócrata de la Cámara de Representantes de Nuevo Hampshire. Wazir es la primera exrefugiada que sirve en la Cámara Estatal de Nuevo Hampshire.

## Primeros años y estudios
Wazir y su familia vivían en la provincia de Baglán en Afganistán antes del gobierno talibán. Su familia salió del país durante su infancia y pasaron diez años en Uzbekistán antes de emigrar a Concord, Nuevo Hampshire. Wazir sabía poco inglés a su llegada y recurrió al diccionario para aprender algunas palabras. Aunque su familia recibió ayuda de una organización luterana, los primeros años de exilio fueron difíciles y a menudo sólo podían permitirse comer arroz.
Safiya se vio obligada a reiniciar su educación secundaria y por lo tanto se graduó a los 20 años. Se matriculó en el Instituto Técnico de Nuevo Hampshire, donde tomó clases nocturnas para poder mantener a su familia. Se graduó en el colegio comunitario con un título en negocios. Ante la insistencia de sus padres, regresó a Afganistán para casarse mediante un matrimonio arreglado, y junto con su nuevo esposo regresó a Concord.

## Carrera
Wazir empezó a trabajar dentro de la comunidad de Heights en Concord, convirtiéndose en directora del Programa de Acción Comunitaria y en vicepresidenta del Consejo de Políticas de Head Start. En febrero de 2018, una amiga de Wazir le sugirió que se presentara como candidata, aunque rechazó la petición hasta que su pareja y sus padres decidieron apoyarla. En septiembre de 2018, venció a Dick Patten para ganar las primarias demócratas para un escaño en la legislatura de Nuevo Hampshire. Poco después, Wazir se convirtió en la primera refugiada elegida para la cámara estatal de Nuevo Hampshire. Desde su nuevo cargo, ha continuado desempeñándose en el activismo comunitario.
La BBC incluyó a Wazir en su prestigiosa lista de 100 mujeres en 2018.